# Ben Cook
Benjamin Tyler Cook, född 11 december 1997 i Eden, North Carolina, är en amerikansk skådespelare och sångare.

## Biografi
Cook föddes i Eden, North Carolina, och växte upp i New York och Lorton, Virginia. Han började studera dans vid Metropolitan School of the Arts vid 7 års ålder. Han gick på Professional Performing Arts School i New York för mellanstadiet och under gymnasiet.

## Filmografi (i urval)
- 2010 – 30 Rock (TV-serie)
- 2013 – House of Cards (TV-serie)
- 2014 – Veep (TV-serie)
- 2017 – Law & Order: Special Victims Unit (TV-serie)
- 2018 – Paterno
- 2021 – West Side Story
- 2022 – The First Lady (TV-serie)[2]
- 2022 – Pretty Little Liars: Original Sin (TV-serie)[3]

## Teater
- 2007–2008 – A Christmas Carol
- 2008 – Macbeth
- 2009 – The Heavens Are Hung in Black
- 2009–2010 – Ragtime
- 2010–2011 – The Golden Age
- 2011–2013 – Billy Elliot the Musical
- 2014–2016 – Newsies The Musical
- 2016 – Tuck Everlasting
- 2017–2019 – Mean Girls
- 2019–2020 – West Side Story